# スザンナ・バスケス
スザンナ・バスケス（Susana Vázquez）は、メキシコ出身の女子プロボクサー。

## 来歴
2005年3月11日、ネサワルコヨトルでヤディラ・ロサレスと対戦し、4回負傷判定勝ちを収めデビュー戦を白星で飾った。
2005年10月17日、ティフアナでWBC女子世界スーパーバンタム級王者ジャッキー・ナバと対戦したが、プロ初黒星となる0-3の判定負けを喫し王座獲得に失敗した。
2005年12月21日、メキシコシティでアナ・マリア・トーレスとメキシコ女子バンタム級王座決定戦を行い、ナバ戦に続く2連敗となる0-3の判定負けを喫し王座獲得に失敗した。
2007年1月12日、トルーカでマーサ・レティシア・アレバロと対戦し、初回1分27秒TKO勝ちを収め再起を果たした。
2007年3月30日、テピクでエスメラルダ・モレノとメキシコ女子バンタム級王座決定戦を行い、2-0の判定勝ちを収め王座獲得に成功した。
2007年6月1日、テピクでアニータ・クリステンセンの王座剥奪に伴いエリザベス・アギロンとWBC女子世界バンタム級王座決定戦を行い、2回KO勝ちを収め王座獲得に成功した。
2008年3月23日、WBC女子世界バンタム級王座を返上した。
2008年8月2日、サポパンでイルマ・サンチェスとメキシコ女子スーパーフライ級王座決定戦を行い、偶然のバッティングによる負傷でバスケスが試合続行不可能となり2回負傷判定で引き分けた為、王座獲得に失敗した。
2009年4月11日、テピクでミリアム・アビラとノンタイトル10回戦を行い、プロ初のKO負けとなる5回TKO負けを喫した。
2009年9月12日、エンセナーダでマリアナ・フアレスとWBC女子世界フライ級暫定王座決定戦を行い、7回1分0秒TKO負けを喫し王座獲得に失敗した。
2010年5月22日、メキシコシティでマリアナ・フアレスとノンタイトル10回戦を行い、1-2の判定負けを喫し8ヵ月ぶりの再戦で雪辱を果たすことに失敗した。
2011年2月18日、カンペチェ州カンペチェでこの試合がデビュー戦となるエリン・ルイスとメキシコ女子スーパーフライ級王座決定戦並びにWBC女子インターナショナルスーパーフライ級王座決定戦を行い、ルイスの2回棄権によりメキシコ王座獲得、WBCインターナショナル王座獲得に成功した。
2011年8月20日、コリマ州マンサニージョでIBF女子世界フライ級王者アレリー・ムシーニョと対戦したが、0-3の判定負けを喫し王座獲得に失敗した。
2012年6月30日、コアウイラ州トレオンでIBF女子世界フライ級王者アバ・ナイトのと対戦したが、0-3の判定負けを喫し王座獲得に失敗した。
2013年1月26日、チワワ州チワワでアバ・ナイトとWBC女子世界フライ級シルバー王座決定戦を行い、0-3の判定負けを喫し王座獲得に失敗した。
2014年1月18日、グアダラハラでグアダルーペ・ロドリゲスとノンタイトル8回戦を行い、3-0の判定勝ちを収めた。

## 戦績
- 20戦11勝(3KO）8敗 1分

## 獲得タイトル
- メキシコ女子バンタム級王座
- 第3代WBC女子世界バンタム級王座（防衛0）
- メキシコ女子スーパーフライ級王座
- WBC女子インターナショナルスーパーフライ級王座